# Kvantna gravitacija
Kvantna gravitacija (QG) je oblast teorijske fizike koja teži da opiše gravitaciju prema principima kvantne mehanike. Ona se bavi se okruženjima u kojima se ne mogu zanemariti ni gravitacioni ni kvantni efekti, kao što su u blizini crnih rupa ili sličnih kompaktnih astrofizičkih objekata, kao što su neutronske zvezde, kao i u ranim fazama svemira nekoliko trenutaka nakon Velikog praska.
Tri od četiri fundamentalne sile prirode opisane su u okviru kvantne mehanike i kvantne teorije polja: elektromagnetna interakcija, jaka sila i slaba sila; ovo ostavlja gravitaciju kao jedinu interakciju koja nije u potpunosti prilagođena. Sadašnje razumevanje gravitacije je zasnovano na opštoj teoriji relativnosti Alberta Ajnštajna, koja uključuje njegovu teoriju specijalne relativnosti i duboko modifikuje razumevanje pojmova kao što su vreme i prostor. Iako je opšta teorija relativnosti veoma cenjena zbog svoje elegancije i tačnosti, ona ima ograničenja: gravitacioni singulariteti unutar crnih rupa, ad hoc postulacija tamne materije, kao i tamna energija i njen odnos sa kosmološkom konstantom su među trenutnim nerešenim misterijama u vezi sa gravitacija; sve to signalizira kolaps opšte teorije relativnosti na različitim skalama i naglašava potrebu za teorijom gravitacije koja ide u kvantnu oblast. Na rastojanjima blizu Plankove dužine, poput onih blizu centra crne rupe, očekuje se da će kvantne fluktuacije prostor-vremena igrati važnu ulogu. Slom opšte teorije relativnosti na galaktičkim i kosmološkim razmerama takođe ukazuje na neophodnost snažnije teorije. Konačno, neslaganja između predviđene vrednosti za energiju vakuuma i uočenih vrednosti (koje, u zavisnosti od razmatranja, mogu biti od 60 ili 120 redova veličine) naglašavaju neophodnost kvantne teorije gravitacije.
Oblast kvantne gravitacije se aktivno razvija, a teoretičari istražuju različite pristupe problemu kvantne gravitacije, od kojih su najpopularnije M-teorija i kvantna gravitacija petlje. Svi ovi pristupi imaju za cilj da opišu kvantno ponašanje gravitacionog polja, što ne uključuje nužno objedinjavanje svih fundamentalnih interakcija u jedinstveni matematički okvir. Međutim, mnogi pristupi kvantnoj gravitaciji, kao što je teorija struna, pokušavaju da razviju okvir koji opisuje sve fundamentalne sile. Takva teorija se često naziva teorijom svega. Neki od pristupa, kao što je kvantna gravitacija u petlji, ne čine takav pokušaj; umesto toga, oni se trude da kvantizuju gravitaciono polje dok se ono drži odvojeno od drugih sila. Druge manje poznate, ali ne manje važne teorije uključuju uzročnu dinamičku triangulaciju, nekomutativnu geometriju i teoriju tvistora.
Jedna od poteškoća u formulisanju kvantne teorije gravitacije je to što se smatra da se direktno posmatranje kvantnih gravitacionih efekata pojavljuje samo na skalama dužine blizu Plankove skale, oko 10−35 metara, na skali daleko manjoj i stoga dostupna samo sa daleko većim energijama, od onih koji su trenutno dostupne u akceleratorima čestica visoke energije. Stoga, fizičarima nedostaju eksperimentalni podaci koji bi mogli da naprave razliku između konkurentskih teorija koje su predložene.
Pristupi misaonim eksperimentima su predloženi kao alat za testiranje kvantne teorije gravitacije. U oblasti kvantne gravitacije postoji nekoliko otvorenih pitanja – na primer, nije poznato kako spin elementarnih čestica izaziva gravitaciju, a misaoni eksperimenti bi mogli da obezbede put za istraživanje mogućih rešenja za ova pitanja, čak i u odsustvu laboratorijskih eksperimente ili fizičkih opservacija.
Početkom 21. veka, pojavili su se novi dizajni eksperimenata i tehnologije koje sugerišu da bi indirektni pristupi testiranju kvantne gravitacije mogli biti izvodljivi u narednih nekoliko decenija. Ovo polje proučavanja naziva se fenomenološka kvantna gravitacija.

## Napomene
1. ↑  Kvantni efekti u ranom univerzumu mogu imati vidljiv efekat na strukturu sadašnjeg univerzuma, na primer, ili bi gravitacija mogla igrati ulogu u ujedinjenju drugih sila. Cf. Valdov tekst koji je gore citiran.
2. ↑  O kvantizaciji geometrije prostor-vremena pogledajte i članak Plankova dužina.

## Literatura
- Green, M.B.; Schwarz, J.H.; Witten, E. (1987). Superstring theory. l. Cambridge University Press. ISBN 9781107029118.
- Penrose, Roger (2004), The Road to Reality, A. A. Knopf, ISBN 978-0-679-45443-4
- Ahluwalia, D. V. (2002). „Interface of Gravitational and Quantum Realms”. Modern Physics Letters A. 17 (15–17): 1135—1145. Bibcode:2002MPLA...17.1135A. S2CID 119358167. arXiv:gr-qc/0205121 . doi:10.1142/S021773230200765X.
- Ashtekar, Abhay (2005). „The winding road to quantum gravity” (PDF). The Legacy of Albert Einstein. Current Science. 89. стр. 2064—2074. Bibcode:2007laec.book...69A. CiteSeerX 10.1.1.616.8952 . ISBN 978-981-270-049-0. doi:10.1142/9789812772718_0005.
- Carlip, Steven (2001). „Quantum Gravity: a Progress Report”. Reports on Progress in Physics. 64 (8): 885—942. Bibcode:2001RPPh...64..885C. S2CID 118923209. arXiv:gr-qc/0108040 . doi:10.1088/0034-4885/64/8/301.
- Hamber, Herbert W. (2009).  Hamber, Herbert W., ур. Quantum Gravitation. Springer Nature. ISBN 978-3-540-85292-6. doi:10.1007/978-3-540-85293-3. hdl:11858/00-001M-0000-0013-471D-A.
- Kiefer, Claus (2007). Quantum Gravity. Oxford University Press. ISBN 978-0-19-921252-1.
- Kiefer, Claus (2005). „Quantum Gravity: General Introduction and Recent Developments”. Annalen der Physik. 15 (1): 129—148. Bibcode:2006AnP...518..129K. S2CID 12984346. arXiv:gr-qc/0508120 . doi:10.1002/andp.200510175.
- Lämmerzahl, Claus, ур. (2003). Quantum Gravity: From Theory to Experimental Search. Lecture Notes in Physics. Springer. ISBN 978-3-540-40810-9.
- Rovelli, Carlo (2004). Quantum Gravity. Cambridge University Press. ISBN 978-0-521-83733-0.

## Spoljašnje veze
- "Planck Era" and "Planck Time" Архивирано 2018-11-28 на сајту  (up to 10−43 seconds after birth of Universe) (University of Oregon).
- "Quantum Gravity", BBC Radio 4 discussion with John Gribbin, Lee Smolin and Janna Levin (In Our Time, February 22, 2001)